# Atea
|  | Aquest article tracta sobre el municipi espanyol. Si cerqueu el cràter de l'asteroide (243) Idea, vegeu «Atea (cràter)». |

Atea és un municipi de la província de Saragossa, a la comunitat autònoma d'Aragó i enquadrat a la comarca del Camp de Daroca.